# Gustav Gerneth
Gustav Gerneth (* 15. Oktober 1905 in Stettin, Deutsches Reich; † 21. Oktober 2019 in Havelberg) war ein deutscher Supercentenarian. Er war vom 20. Januar 2019 bis zum 21. Oktober 2019 möglicherweise der älteste lebende Mann. Mit einem Alter von 114 Jahren ist er außerdem der älteste deutsche Mann aller Zeiten, sein Geburtsdatum wurde jedoch nicht wissenschaftlich verifiziert.

## Leben
Gustav Gerneth erlernte nach seinem Schulabschluss den Beruf des Maschinenschlossers. Mit dem Ziel, Maschinist zu werden, absolvierte er die erforderlichen Pflichtjahre in einer Reederei, wo er 1924 sein Patent erhielt. Er war mehrere Jahre in der See- und Binnenschifffahrt tätig, auch auf einem Schraubendampfer auf der Havel. „Damals war ich in der Binnenschifffahrt, sah alle Flüsse, alle Städte Deutschlands. Das war die schönste Zeit in meinem Leben.“ 1930 lernte er dort seine spätere Ehefrau kennen, die er im selben Jahr in Havelberg heiratete. Gemeinsam hatten sie drei in den 1930er-Jahren geborene Söhne. Als die Jungen ins Schulalter kamen, zog die Familie in seine Geburtsstadt. Gustav Gerneth arbeitete als Flugzeug- und-Bordmechaniker. Im Zweiten Weltkrieg leistete er seinen Militärdienst ab und geriet zum Kriegsende in sowjetische Kriegsgefangenschaft, aus der er 1947 entlassen wurde. Dort musste er im Ural Holz und Torf für ein Kraftwerk abbauen. Er kehrte 42-jährig wieder nach Havelberg zurück und arbeitete ab 1948 bis zu seinem Eintritt in den Ruhestand im Alter von 67 Jahren im Jahr 1972 in einem Havelberger Gaswerk, welches im selben Jahr auch geschlossen wurde.
Sein geschichtliches Wissen ist in den heimatgeschichtlichen Buchreihen „Havelschiffahrt unter Dampf“ von Herbert Stertz und „Historisches Havelberger Allerlei“ von Wolfgang Masur festgehalten.
Seine Ehefrau Charlotte starb 1988, seine drei Söhne starben noch vor ihm in den 2010er-Jahren, alle waren zu dieser Zeit über 80 Jahre alt. Eine Enkelin erlag im Jahr 2015 einer schweren Erkrankung. Gerneth lebte bis zum Ende in seiner Wohnung in Havelberg bei Stendal. Noch zu seinem 109. Geburtstag führte er seinen Haushalt weitgehend selbst, er wurde aber von Verwandten umsorgt. An seinem 110. Geburtstag trug er sich ins Goldene Buch der Stadt Havelberg ein. Seine Enkelin gab zu seinem 112. Geburtstag an, er sei noch geistig fit und schaue gerne Fußball. Gerneth starb am 21. Oktober 2019 eine Woche nach seinem 114. Geburtstag im Schlaf in seiner Wohnung in Havelberg.

## Gesundheit
Als Geheimnis für sein langes Leben äußerte Gerneth:

„Ich habe immer gut gelebt und gegessen. Keine Diät. Immer Butter, keine Margarine. Ich habe mein Leben lang keine Zigarette angerührt und Alkohol nur zu Feiern getrunken.“

Seitdem Gerneth alleine lebte, kochte er selbst. „Das habe ich auf dem Schiff gelernt.“ Zu seinen Essgewohnheiten am Lebensende heißt es, dass er sich unter der Woche das Mittagessen bringen ließ, am Wochenende habe er selbst in seiner Wohnung gekocht: „Steak, Fisch, Roulade – je nachdem, worauf ich Lust habe.“ Ebenfalls sagte er: „Von Bioprodukten halte ich nichts“ und weiterhin „Ich mag Rouladen und Steak“. Zudem aß er gerne Frankfurter Kranz. Jeden Morgen machte sich Gerneth Kaffee. Zum Frühstück aß er ein Brötchen mit Honig und Marmelade. Am Sonnabend aß er gerne Suppe, sonntags gern deftige Braten und mittags gerne Kompott. Am liebsten aß er Himbeeren oder Mandarinen aus dem Glas mit Vanillesoße und sehr gern ein Stück Frankfurter Kranz oder Himbeertorte frisch vom Bäcker.
Zu seinem 99. Geburtstag sagte er: „Immer in Bewegung bleiben“.
Zu seinem 100. Geburtstag ergänzte er:

„Auf den Hintern soll man sich nicht setzen, da wird man steif.“

Über Sport sagte er: „Und Sport schaue ich zwar, habe ich aber selbst nie gemacht.“
Zu seinem 110. Geburtstag sagte er: „Mein Kraftwerk funktioniert noch ganz gut.“

## Altersrekord
Er war seit 2016 der älteste lebende Mensch in Deutschland und seit 2017 der älteste lebende Mensch deutscher Herkunft. Ebenfalls 2017 löste er Hermann Dörnemann (1893–2005) als ältesten deutschen Mann aller Zeiten ab. Am 12. Oktober 2018 wurde er der älteste Mensch, der jemals in Deutschland lebte; sein Alter wurde am 10. Dezember 2023 von Charlotte Kretschmann übertroffen. Noch älter wurden unter den in Deutschland geborenen Menschen nur Augusta Holtz und Charlotte Benkner, die allerdings im Laufe ihres Lebens in die USA auswanderten und dort im hohen Alter lebten und starben. Seit dem Tod des Japaners Masazo Nonaka (25. Juli 1905 – 20. Januar 2019) galt er vorbehaltlich der Überprüfung seines Alters durch die Gerontology Research Group als Anwärter auf den Guinness-World-Records-Titel des ältesten lebenden Mannes der Welt. Gerneths Geburtsdatum wurde jedoch durch keine der einschlägigen Institutionen wie der Gerontology Research Group wissenschaftlich verifiziert. Daher wird zurzeit Tomas Pinales Figuereo (31. März 1906 – 24. September 2020) als Nachfolger von Nonaka gesehen.